# Wetten (Kevelaer)
Wetten is een plaats met ongeveer 2600 inwoners behorend tot de gemeente Kevelaer in de Duitse regio Nederrijn. Het ligt even ten zuidoosten van deze stad behorend tot Kreis Kleve in Noordrijn-Westfalen.
De bevolking is overwegend katholiek, omdat dit gebied ooit behoorde tot de Spaanse Nederlanden. De plaats werd voor het eerst genoemd in geschrifte in 1154 en vierde daarom in 2004 haar 850-jarig bestaan. In het noordoosten van het dorp vloeit de Niers.

## Afbeeldingen

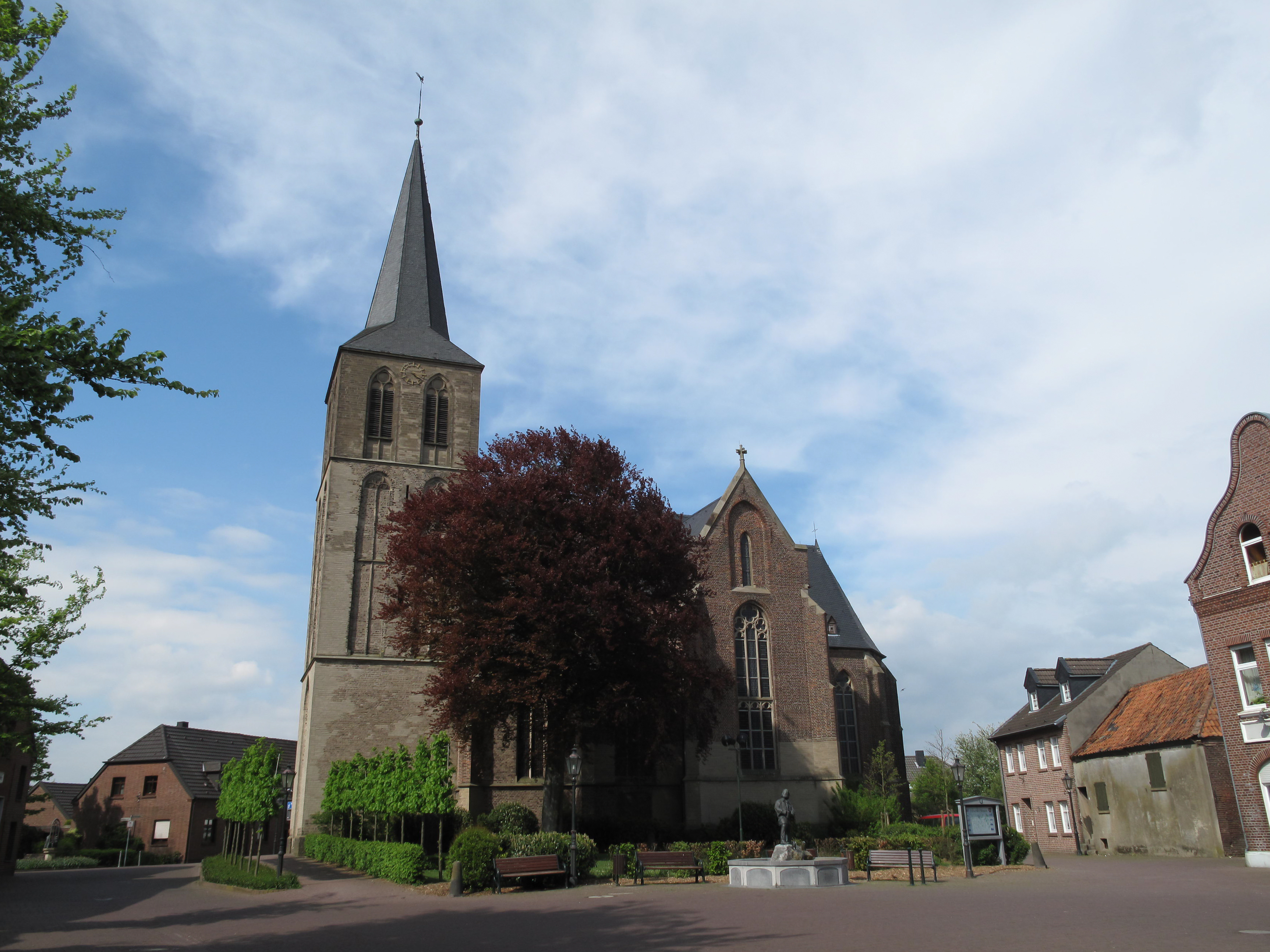
Sint-Petruskerk, Wetten